# Міністерство трудових ресурсів та еміграції Єгипту
Міністерство трудових ресурсів та еміграції — відповідає за робочу силу й еміграцію. Штаб-квартира знаходиться в Каїрі.

## Опис
Штаб-квартира міністерства знаходиться в Каїрі. Міністр трудових ресурсів та імміграції також очолює вищий комітет з питань міграції, заснований у 1977.
Окрім обліку працівників, які повертаються з країн Перської затоки, агентство веде список із назвами компаній, у яких громадянам Єгипту заборонено працювати.